# Humberto Foguinho
Humberto Daniel Soares Martelo, meglio noto come Humberto Foguinho (Campinas, 31 ottobre 1978), è un ex calciatore brasiliano, di ruolo centrocampista.

## Carriera
Cresciuto nel Ponte Preta, mette in luce le sue qualità al punto da essere acquistato dall'Internacional di Porto Alegre; qui, però, si procura il primo dei gravi infortuni della sua carriera, che compromette la stagione 2002 e la successiva, quando era sceso di categoria con il Caxias.
Si riprende con il prestito al Torino, nella Serie B italiana (in cui viene conosciuto solamente come "Humberto"), dove inizia la stagione molto bene segnando anche un'importante rete con cui regala ai suoi la vittoria contro il Catania al 93', nella quinta giornata di campionato.
Torna in patria in massima divisione, ma al Coritiba non trova molta fortuna; emigra nuovamente per la stagione 2006-2007 della Serie B di Spagna, tesserato per il Pontevedra. Rientra in Brasile (stavolta con il Santo André) dove subisce un secondo infortunio pesante. Chiude la carriera con un'ultima esperienza all'estero, in Israele, al Maccabi Netanya.